# Kauslunde (plaats)
Kauslunde is een plaats in de Deense regio Zuid-Denemarken, gemeente Middelfart. De plaats telt 528 inwoners (2020).
Het dorp ligt aan de spoorlijn Nyborg - Fredericia. Vanaf het station vertrekt om het uur een stoptrein in beide richtingen. Direct ten noorden van het dorp loopt de E20, de verbinding tussen Jutland en Seeland.